# نگارخانه ملی هنر کاراکاس

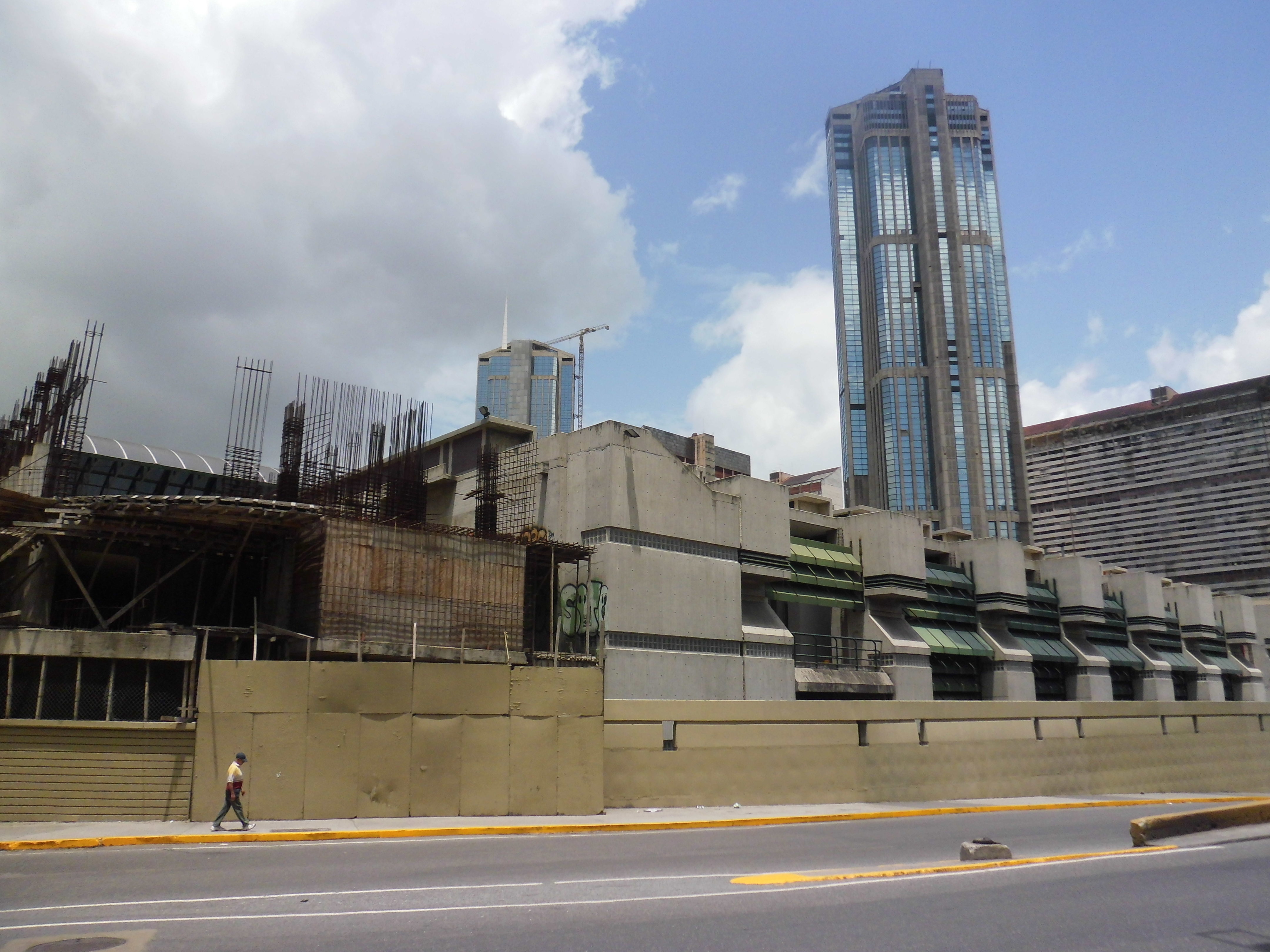
ورودی شرقی نگارخانه.

نگارخانه ملی هنر کاراکاس (انگلیسی: National Art Gallery) یا نگارخانه هنر ملی در «پلازا مورالس اریا»ی کاراکاس، ونزوئلا قرار دارد. این نگارخانه در مه ۱۹۷۶ افتتاح شده است. در سال ۲۰۰۹، به ساختمان جدیدی که کارلوس گومز طراحی کرده بود و بزرگ‌ترین ساختمان موزه ونزوئلا به‌حساب می‌آید، منتقل شد.
بیش از ۴۰۰۰ اثر از نقاشان بین‌المللی و ونزوئلایی (از بیش از ۴۰ نقاش ونزوئلایی) در این موزه وجود دارد. آثار نقاشان مشهوری چون کامی پیسارو و آرتورو میچلنا در این موزه قرار دارد.